# Marek Ambroży

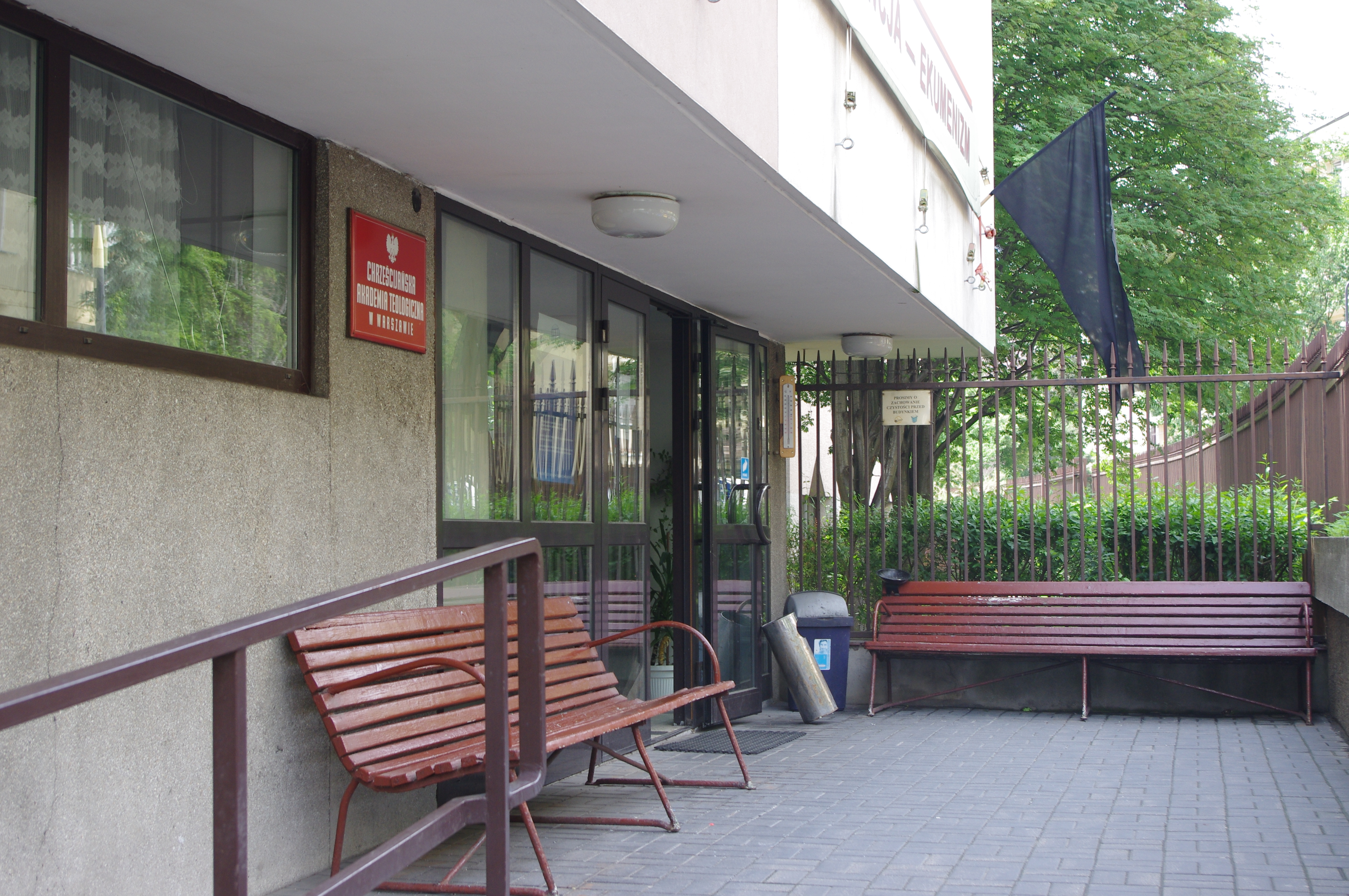
Czarna flaga-żałobna na budynku Chrześcijańskiej Akademii Teologicznej w Warszawie w dniu pogrzebu prof. Marka Ambrożego (12 czerwca 2012)

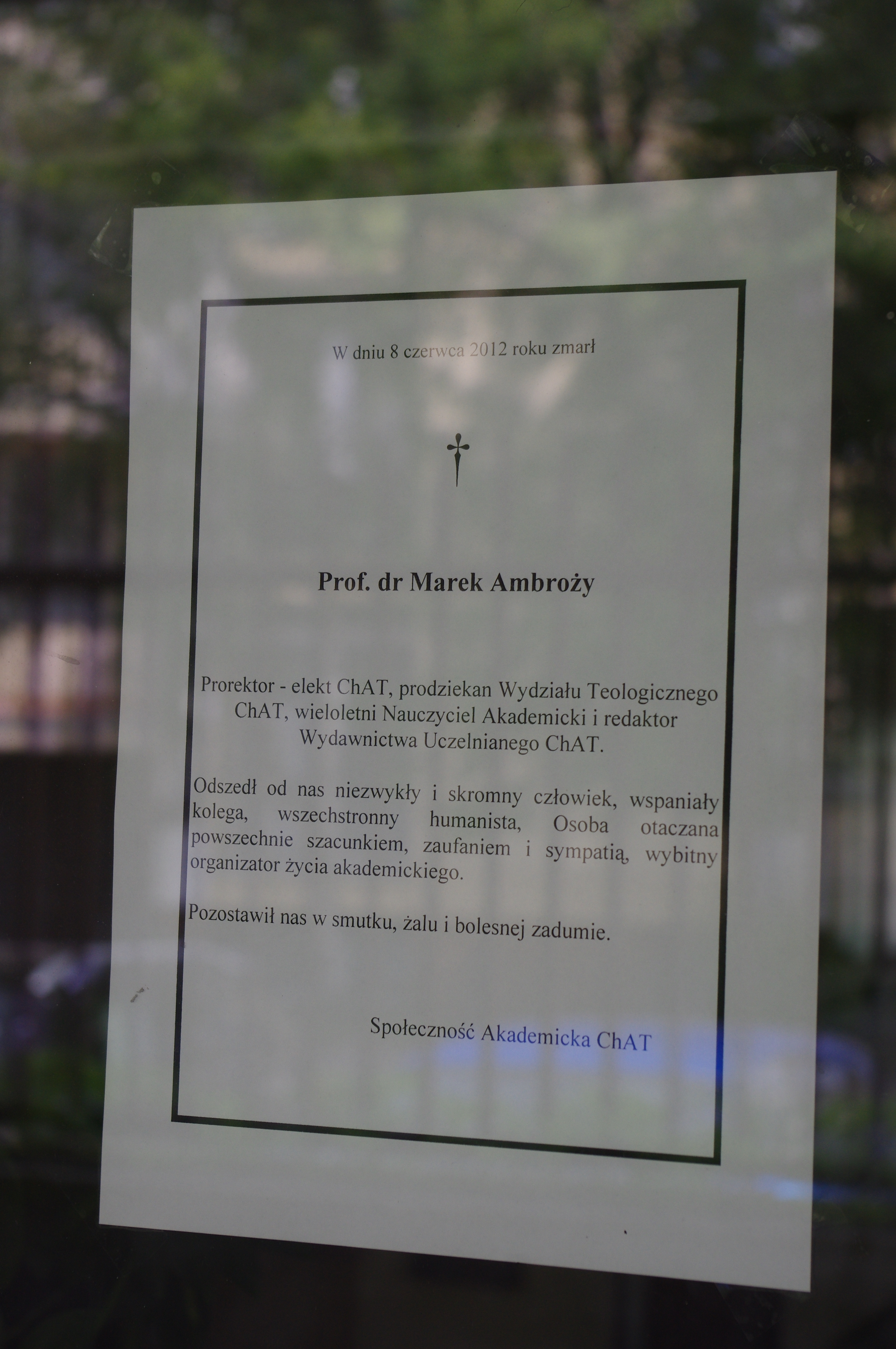
Nekrolog prof. Marka Ambrożego – na budynku ChAT w dniu pogrzebu (12 czerwca 2012)

Marek Ambroży (ur. 12 czerwca 1951, zm. 8 czerwca 2012) – polski biblista, filozof religii, patrolog i teolog starokatolicki, profesor nadzwyczajny Chrześcijańskiej Akademii Teologicznej w Warszawie, wieloletni prodziekan do spraw studenckich Wydziału Teologicznego Chrześcijańskiej Akademii Teologicznej w Warszawie, prorektor elekt ChAT.

## Życiorys
W 1977 ukończył studia teologiczne w ChAT, a w 1980 studia podyplomowe w zakresie filozofii na Uniwersytecie Warszawskim. W 1998 uzyskał w ChAT stopień naukowy doktora na podstawie rozprawy pt. Eklezjologia w badaniach teologów starokatolickich.
Od 2004 piastował obowiązki kierownika Katedry Historii Kościoła, a następnie był kierownikiem Katedry Filozofii i Socjologii na tejże uczelni, profesor nadzwyczajny ChAT. 10 maja 2012 został wybrany na prorektora ChAT. Objęcie tej funkcji uniemożliwiła śmierć.  
Pełnił szereg funkcji w organach Kościoła Polskokatolickiego w RP. 
Był także wykładowcą Prawosławnego Seminarium Duchownego w Warszawie, gdzie prowadził lektorat języka łacińskiego, a także wykładał historię filozofii.
Brał udział w przygotowaniu ekumenicznego przekładu Biblii. Był autorem tłumaczenia Księgi Hioba.

## Publikacje
- 50 lat Chrześcijańskiej Akademii Teologicznej w Warszawie, pod red. Marka Ambrożego, Wydawnictwo ChAT, Warszawa 2005, ISBN 83-917541-5-4
- wybrane hasła w: Religia – encyklopedia PWN. T. 3, (red. nauk. T. Gadacz, B. Milerski), Wydawnictwo Naukowe PWN, Warszawa 2001, ISBN 83-01-13661-8